# Аббати Марескотти, Пьетро
Пьетро Аббати Марескотти (итал. Pietro Abbati Marescotti; 1 сентября 1768, Модена, Моденское герцогство — 7 мая 1842, Модена, Моденское герцогство) — итальянский математик. Член Академии сорока (с 1826). Член Академии наук и искусств Модены (с 1817).

## Биография
Родился 1 сентября 1768 года в Модене. Происходил из знатной семьи Марескотти. Получил превосходное образование в области математики в Моденском университете.
В 1807 году был назначен советником Франческо IV д’Эсте, герцога Модены. Три года спустя стал министром экономики и образования, был ответственным за гидротехнические сооружения и городскую инфраструктуру герцогства.
Всю жизнь был дружен с П. Руффини, вместе с которым занимался математическими исследованиями.
Скончался 7 мая 1842 года на 73-м году жизни в своём родном городе Модена. 

## Научная деятельность
Работы П. Аббати Марескотти посвящены теории вероятностей и алгебре. В 1824 году исследовал проблему теории вероятностей. В теории ожиданий уточнил (1824) значение выражений, предложенных Я. И. Бернулли и несколько позже Ж. Л. Лангаржем.
Впервые дал строгое доказательство алгебраической неразрешимости уравнений степени выше четвёртой и показал, что аналогичное доказательство П. Руффини является точным лишь для уравнений пятой степени. Получил важные результаты в теории конечных групп.
Одновременно с П. Руффини разрабатывал теорию алгебраических уравнений, в которой важная роль отводилась доказательству неразрешимости в радикалах общего уравнения 5-й степени. Первый доказал т. н. теорему Лагранжа о том, что порядок подгруппы конечной группы является делителем порядка группы.
Работал над изучением простых чисел, Диофантова уравнения, соотношения между корнями и коэффициентами уравнения, декартовыми правилами для неполных уравнений и др.